# Новое Ильдеряково
Новое Ильдеряково (тат. Яңа Илтерәк, Yaña İlterәk, чув. Çĕнĕ Илтерек) — село в Аксубаевском районе Республики Татарстан.

## География
К западу от села расположено село Старое Ильдеряково, через которое проходит единственная полностью асфальтированная автомобильная дорога к деревне.

## История
Основано в 1703 году. Основное население — чуваши (нижние чуваши — анатри), есть русские
. У чувашей Аксубаевского района сохранилась легенда о трех братьях: Акспае, Ильдереке и Ендрусе, основавших селения Аксубаево, Ильдеряково и Енорускино. В 1,5 км от села находится археологический памятник — Барскоенорускинское городище. До 1960-х годов в селе была каменная церковь, но она была разрушена.